# 矢樹広弓
矢樹 広弓（やぎ ひろみ、1971年8月5日 - ）は、日本の元女子プロレスラー。本名は柳沼 広美（やぎぬま ひろみ）。福島県福島市出身。血液型O型。

## 経歴・戦歴
高校時代は柔道の東北大会で優勝するなど活躍、実業団柔道を経て1993年にJWP女子プロレスに入門。1994年1月9日の後楽園ホール大会において、対福岡晶戦でデビュー。キャンディー奥津とJWPジュニア王座を巡りライバル闘争を展開する一方で、福岡・奥津とユニット「ひーちゃん's」を結成。また、天野理恵子と共に、当時草創期だった女子サンボに参戦するなど多岐に渡り活躍したが、1997年3月9日、結婚のため後楽園ホール大会での対久住智子戦で引退する。
だが1998年7月5日、フリーとして吉本女子プロレスJd'・後楽園ホール大会にて復帰。その後はJd'や古巣JWP、アルシオン、大日本プロレス、みちのくプロレスなどで活躍。アルシオンでは復活したライバル奥津が変身した「タイガードリーム」の向こうを張って「女虎ハンター」として登場するが、その抗争も奥津の体調不良で長続きせず。
2004年あたりから徐々にフェードアウト、セミリタイヤ状態に入る。
2012年8月にディアナに入社、現在は退社。
2017年4月2日、JWP女子プロレス最終興行にOGとしてセレモニーに参加。

## 得意技
- 雪崩式一本背負い
- ランセットアーチ
- コルバタ
- バッファロースリーパー

## タイトル歴
- JWP認定ジュニア王座
- ツインスター・オブ・アルシオン王座（パートナーは玉田凛映）

## 入場テーマ曲
- DASH!!
- Caught Somewhere in Time（IRON MAIDEN）
- PRIME（T-SQUARE）